# قطور، پاکستان
قطور (به انگلیسی: Ghator) یک منطقهٔ مسکونی در پاکستان است که در پنجاب واقع شده‌است. قطور ۱۷۵ متر بالاتر از سطح دریا واقع شده‌است.